# Stefan Kießling (Organist)
Stefan Kießling (* 1979 in Görlitz) ist ein deutscher Organist und Kirchenmusiker. Der freischaffende Konzertorganist lebt in Leipzig.

## Studium
Nach erster musikalischer Ausbildung an Klavier und Cembalo bei Lothar Graap in Cottbus begann er im Jahr 2000 ein Orgelstudium am Kirchenmusikalischen Institut der Hochschule für Musik und Theater „Felix Mendelssohn Bartholdy“ Leipzig bei Stefan Johannes Bleicher. Nach dem Unterricht bei Christoph Krummacher und Stefan Nusser legte er 2005 sein Orgelexamen in der Nikolaikirche Leipzig ab. Es folgte ein Aufbaustudium bei Stefan Engels, das Kießling 2008 mit dem Konzertexamen abschloss.

## Werdegang
1999 begann Kießling als Organist an der Klosterkirche Cottbus und betreute 15 Jahre lang das musikalische Geschehen dort rund um die Sauer-Orgel als Organist sowie als Gründer und künstlerischer Leiter der internationalen Konzertreihe Musik in der Klosterkirche. 2008 übernahm er eine vorübergehende Organistentätigkeit am Braunschweiger Dom. Von 2009 bis 2018 wirkte er als Assistenzorganist an der Thomaskirche Leipzig und war dort regelmäßig an Motetten, Gottesdiensten und Konzerten musikalisch beteiligt.
Zu seinen Aktivitäten gehörten auch Unterrichtstätigkeit am Konservatorium Cottbus sowie Rundfunk- und Fernsehaufnahmen, und er gibt in Kursen seine Erfahrungen an junge Organisten weiter.
Seit Beginn seiner Studienzeit ist Kießling als Konzertorganist unterwegs und gastierte bislang (Stand: 2024) in 30 Ländern auf sechs Kontinenten – zu den Höhepunkten gehören Konzerte in der Saint Thomas Church in Manhattan, New York, in der Washington National Cathedral in Washington D.C., in der Westminster Abbey in London, in der St Paul’s Cathedral in London sowie im Hong Kong Cultural Centre.

## Diskografie
- Stefan Kießling spielt Bach (Ortus)
- Felix Mendelssohn Bartholdy – Sämtliche Orgelsonaten (Ortus)
- In Portu Sacro – Mit der Wegscheider-Orgel durch die Zeiten (Ortus)
- 20 Jahre Leipziger OratorienChor[2], Mitwirkender